# Hugo Ovelar
Hugo Marcelo Ovelar, né le 21 février 1971 à Concepción au Paraguay, est un footballeur professionnel international paraguayen (11 sélections, 1 but).

## Carrière
- 1989-1990 : River Plate
- 1990-1994 : San Lorenzo de Almagro
- 1995-1997 : Club Guaraní
- 1998 : Cerro Porteño
- 1999-2000 : Santos Laguna
- 2001-2002 : Club Guaraní
- 2003 : CD Cobreloa
- 2004 : Sol de America
- 2005 : 2 de Mayo
- 2006 : La Paz FC
- 2006 : General Caballero

## Carrière internationale
Hugo Ovelar a participé à deux Copa América avec la sélection paraguayenne (1997 et 1999). Cependant il n'a pas été retenu pour la Coupe du monde de 1998 alors qu'il évoluait déjà avec la sélection nationale.

## Palmarès
- Vainqueur du Tournoi d'ouverture du Chili (2003) Cobreloa
- Vainqueur du Tournoi de clôture du Chili (2003) Cobreloa